# Of Wars in Osyrhia
Of Wars in Osyrhia – debiutancka płyta zespołu Fairyland, wydana 2003 roku. Wszystkie teksty napisali Philippe Giordan oraz Willdric Lievin. Wydanie japońskie zawiera dodatkowy utwór "Guardian Stones".

## Lista utworów
1. "And So Came the Storm" – 1:25
2. "Ride with the Sun" – 4:54
3. "Doryan the Enlightened" – 5:44
4. "The Storyteller" – 3:47
5. "Fight for Your King" – 5:44
6. "On the Path to Fury" – 5:37
7. "Rebirth" – 4:30
8. "The Fellowship" – 6:24
9. "A Dark Omen" – 5:57
10. "The Army of the White Mountains" – 5:59
11. "Of Wars in Osyrhia" – 10:51

## Twórcy
- Elisa C. Martin - śpiew
- Anthony Parker - gitary
- Philippe Giordana - instrumenty klawiszowe, śpiew
- Thomas Caesar - gitary, gitara basowa
- Pierre-Emmanuel Desfray - perkusja